# Pseudolaguvia virgulata
Pseudolaguvia virgulata är en fiskart som beskrevs av Ng och Lalramliana 2010. Pseudolaguvia virgulata ingår i släktet Pseudolaguvia och familjen Erethistidae. IUCN kategoriserar arten globalt som otillräckligt studerad. Inga underarter finns listade i Catalogue of Life.